# Трор
Трор (англ. Thrór, годы жизни 2542−2790 Т.Э.) — гномий король Эребора, сын Даина I, отец Траина II, дед Торина Дубощита, брат Фрора и Грора.

## Биография
Трор родился в 2542 году Третьей Эпохи в Серых горах. В 2570 году драконы из Северных пустошей стали атаковать гномов и в 2589 отец Трора, Даин I, и его брат, Фрор, были убиты Холодным Драконом. 
Трор стал вождем народа Дурина и спустя год увёл гномов в Эребор, восстановив древнее государство гномов внутри Одинокой горы. Он установил дружеские отношения с жителями города-государства Дейла, с которым завязалась торговля.
В 2770 г. дракон Смауг Золотой напал на Одинокую Гору и захватил её, а также сокровища, которые были там. Трор и его сын Траин II сбежали через секретную дверь. Они собрали всех выживших, включая детей Траина, Торина, Фрерина и Дис, и отправились на юг. Народ Трора бродил без дома в течение многих лет. Позже они поселились в Дунланде на юго-западе Туманных Гор.
Трор начал терять голову от мысли о том, сколько сокровищ потерял его народ. Возможно, это было влияние Последнего из Семи Колец Гномов, которое было у него. Кольцо Трора, по всей видимости, отвечало на растущую силу Саурона, делая Трора жадным и лишая его разума.
В 2790 г. Трор решает идти в Морию, которая когда-то была великим царством Гномов Кхазад-дум, но которая позже стало местом зла после того, как там проснулся Балрог. Он отдал Кольцо своему сыну Траину и отправился в путь только с одним Гномом – Наром. Они пересекли Перевал Багрового Рога и спустились в Долину Черноречья, где нашли Восточные Врата Мории открытыми.
Трор вошел в Морию один. Он был убит предводителем Орков Азогом. Орк отрубил голову Трору, выжег на его лбу своё имя и выкинул голову и тело в долину, где их нашёл Нар. Нар принес новости о смерти Трора Траину. Гномы объявили войну оркам и разгромили их в Битве за Азанулбизар в 2799 г.

## Этимология
В древнеисландской поэме «Прорицание вёльвы», имя одного из героев-гномов — Трор, означающее «растущий».

## В адаптациях
В фильме Питера Джексона «Хоббит: Нежданное путешествие» Трор, в отличие от сюжета самой книги, пытается отвоевать Морию у орков, но также погибает от руки орочьего предводителя Азога во время битвы.